# الکسیس (کارولینای شمالی)
الکسیس، کارولینا شمالی (به انگلیسی: Alexis, North Carolina) یک منطقهٔ مسکونی در ایالات متحده آمریکا است که در کارولینای شمالی واقع شده‌است.

## خصوصیات
الکسیس ۲۷۰ متر بالاتر از سطح دریا واقع شده‌است.